# Campionato francese di rugby a 15 1999-2000
Il Campionato francese di rugby a 15 1999-2000 è stato vinto dallo Stade français che ha battuto in finale l'US Colomiers (alla sua prima finale).

## Formula
24 squadre in 2 poule di 12. le prime 2 di ogni poule sono ammesse direttamente ai quarti mentre quelle classificate dal 3 al 6 posto disputano un barrage
Retrocedono le ultime due di ogni girone. 
Vi sarà però un ripescaggio
Le altre 8 sono suddivise in due gironi di 4 e l'ultima di ogni girone retrocede.
Sarà promossa una sola squadra dalla divisione inferiore.

## Fase eliminatoria
US Montauban e Stade montois, sono le neopromosse.
Le squadre in verde sono ammesse direttamente ai quarti di finale.
Le squadre in giallo si qualificano per il barrage.
In rosa le squadre retrocesse in Pro D2 pour la stagione 2000-2001
| Pos | Squadra        | Punti |
| --- | -------------- | ----- |
| 1   | Tolosa         | 58    |
| 2   | Stade Français | 47    |
| 3   | Colomiers      | 47    |
| 4   | Dax            | 46    |
| 5   | Brive          | 46    |
| 6   | Perpignan      | 46    |
| 7   | La Rochelle    | 45    |
| 8   | Narbonne       | 43    |
| 9   | Auch           | 41    |
| 10  | Grenoble       | 41    |
| 11  | Aurillac       | 38    |
| 12  | Montauban      | 28    |

| Pos | Squadra         | Punti |
| --- | --------------- | ----- |
| 1   | Castres         | 54    |
| 2   | Pau             | 54    |
| 3   | Agen            | 53    |
| 4   | Montferrand     | 50    |
| 5   | Bourgoin        | 48    |
| 6   | Biarritz        | 48    |
| 7   | Bègles-Bordeaux | 48    |
| 8   | Mont-de-Marsan  | 44    |
| 9   | Toulon          | 43    |
| 10  | Périgueux       | 36    |
| 11  | Racing Parigi   | 28    |
| 12  | RC Nimes        | 22    |

A causa di un deficit di oltre 10 milioni di franchi, la lega nazionale di rugby ha retrocesso l'RC Toulon in seconda divisione il 24 luglio 2000.
Un match di spareggio è stato disputato tra Stade aurillacois Racing club de France vinto dal primo che ha così mantenuto il suo posto in Pro D1.

## Barrage
| 24 giugno  | Dax         | - | Biarritz  | 24 - 37 |  |
| 24 giugno  | Agen        | - | Perpignan | 32 - 33 |  |
| 24 giugno. | Colomiers   | - | Bourgoin  | 20 - 18 |  |
| 24 giugno  | Montferrand | - | Brive     | 41 - 23 |  |

## Quarti di finale
| 1º luglio | Biarritz       | - | Tolosa      | 18-28 o.t. |  |
| 1º luglio | Stade Français | - | Perpignan   | 25 - 15    |  |
| 1º luglio | Pau            | - | Montferrand | 28 - 27    |  |
| 1º luglio | Castres        | - | Colomiers   | 15 - 29    |  |

## Semifinali
| 8 jul. | Tolosa | - | Stade Français | 13 - 30 |  |
| 8 jul. | Pau    | - | Colomiers      | 22 - 24 |  |

## Finale
| Arbitro: | Didier Mené |

| |            |                                                          |
| mete: Laussucq Comba Dominici trasf.: Dominguez 2 c.p.: Dominguez 3 | Marcatori  | mete: N'Tamack Culinat trasf.: Skrela 2 c.p.: Skrela 3   |
| Titolari : Sylvain Marconnet, Laurent Pedrosa, Pieter de Villiers, David Auradou, Hervé Chaffardon, Christophe Moni, Richard Pool-Jones, Christophe Juillet, Christophe Laussucq, Diego Dominguez, Nicolas Raffault, Cliff Mytton, Franck Comba, Christophe Dominici, Conrad Stoltz Sostituti : Fabrice Landreau, Darren George, Pierre Rabadan, Arthur Gomes, Justin Wring, Sylvain Jonnet, Jérémie Foissac | Formazioni | Titolari : Stéphane Delpuech, Christophe Laurent (rugby) |